# Syzeuctus iampus
Syzeuctus iampus är en stekelart som beskrevs av Ugalde och Ian D. Gauld 2002. Syzeuctus iampus ingår i släktet Syzeuctus och familjen brokparasitsteklar. Inga underarter finns listade i Catalogue of Life.